# Мароне
Маро̀не (на италиански: Marone, на източноломбардски: Marù, Мару) е малко градче и община в Северна Италия, провинция Бреша, регион Ломбардия. Разположено е на 189 m надморска височина, на източния бряг на езеро Изео. Населението на общината е 3297 души (към 2013 г.).